# Redbird (Oklahoma)
Redbird es un pueblo ubicado en el condado de Wagoner en el estado estadounidense de Oklahoma. En el año 2010 tenía una población de 137 habitantes y una densidad poblacional de 65,24 personas por km².

## Geografía
Redbird se encuentra ubicado en las coordenadas 35°53′19″N 95°35′18″O / 35.88861, -95.58833 (35.888676, -95.588211).

## Demografía
Según la Oficina del Censo en 2000 los ingresos medios por hogar en la localidad eran de $15,139 y los ingresos medios por familia eran $30,625. Los hombres tenían unos ingresos medios de $28,750 frente a los $25,833 para las mujeres. La renta per cápita para la localidad era de $8,944. Alrededor del 36.6% de la población estaban por debajo del umbral de pobreza.